# Major League Soccer 2000
Dieser Artikel ist eine Zusammenfassung der Major-League-Soccer-Saison 2000.

## Endergebnis
| Platz | Eastern Division       | Punkte | Spiele | Siege | Unentschieden | Niederlagen | Tore | Gegentore | Differenz | durchschnittlicher Besuch |
| ----- | ---------------------- | ------ | ------ | ----- | ------------- | ----------- | ---- | --------- | --------- | ------------------------- |
| 1     | MetroStars             | 54     | 32     | 17    | 3             | 12          | 64   | 56        | +8        | 17,621                    |
| 2     | New England Revolution | 45     | 32     | 13    | 6             | 13          | 47   | 49        | −2        | 15,463                    |
| 3     | Miami Fusion           | 41     | 32     | 12    | 5             | 15          | 54   | 56        | −2        | 7,460                     |
| 4     | D.C. United            | 30     | 32     | 8     | 6             | 18          | 44   | 63        | −19       | 18,580                    |
| Platz | Central Division       | Punkte | Spiele | Siege | Unentschieden | Niederlagen | Tore | Gegentore | Differenz | durchschnittlicher Besuch |
| 1     | Chicago Fire           | 57     | 32     | 17    | 6             | 9           | 67   | 51        | +16       | 13,387                    |
| 2     | Tampa Bay Mutiny       | 52     | 32     | 16    | 4             | 12          | 62   | 50        | +12       | 9,452                     |
| 3     | Dallas Burn            | 46     | 32     | 14    | 4             | 14          | 54   | 54        | 0         | 13,102                    |
| 4     | Columbus Crew          | 38     | 32     | 11    | 5             | 16          | 48   | 58        | −10       | 15,451                    |
| Platz | Western Division       | Punkte | Spiele | Siege | Unentschieden | Niederlage  | Tore | Gegentore | Differenz | durchschnittlicher Besuch |
| 1     | Kansas City Wizards    | 57     | 32     | 16    | 9             | 7           | 47   | 29        | +18       | 9,112                     |
| 2     | LA Galaxy              | 50     | 32     | 14    | 8             | 10          | 47   | 37        | +10       | 20,400                    |
| 3     | Colorado Rapids        | 43     | 32     | 13    | 4             | 15          | 43   | 59        | −16       | 12,580                    |
| 4     | San José Earthquakes   | 29     | 32     | 7     | 8             | 17          | 35   | 50        | −15       | 12,460                    |

## MLS-Cup-Playoffs
|  | Viertelfinale | Viertelfinale          | Viertelfinale              | Viertelfinale | Viertelfinale |   |                            | Halbfinale          | Halbfinale | Halbfinale | Halbfinale | Halbfinale |  |  | MLS Cup 2000 | MLS Cup 2000 | MLS Cup 2000 | MLS Cup 2000 | MLS Cup 2000 |
|  |               |                        |                            |               |               |   |                            |                     |            |            |            |            |  |  |              |              |              |              |              |
|  | 1             | Kansas City Wizards    | 1                          | 0             | 3             |   |                            |                     |            |            |            |            |  |  |              |              |              |              |              |
|  | 8             | Colorado Rapids        | 0                          | 0             | 2             |   |                            |                     |            |            |            |            |  |  |              |              |              |              |              |
|  | 8             | Colorado Rapids        | 0                          | 0             | 2             | 1 | Kansas City Wizards (SDET) | 0                   | 1          | 1**        |            |            |  |  |              |              |              |              |              |
|  |               |                        |                            |               |               | 1 | Kansas City Wizards (SDET) | 0                   | 1          | 1**        |            |            |  |  |              |              |              |              |              |
|  |               | 5                      | Los Angeles Galaxy (ASDET) | 0             | 2*            | 0 |                            |                     |            |            |            |            |  |  |              |              |              |              |              |
|  | 4             | 5                      | Los Angeles Galaxy (ASDET) | 0             | 2*            | 0 | Tampa Bay Mutiny           | 0                   | 2          | -          |            |            |  |  |              |              |              |              |              |
|  | 4             |                        |                            |               |               |   | Tampa Bay Mutiny           | 0                   | 2          | -          |            |            |  |  |              |              |              |              |              |
|  | 5             | Los Angeles Galaxy     | 1                          | 5             | -             |   |                            |                     |            |            |            |            |  |  |              |              |              |              |              |
|  |               |                        |                            |               |               |   | 1                          | Kansas City Wizards | 1          | -          | -          |            |  |  |              |              |              |              |              |
|  |               | 2                      | Chicago Fire               | 0             | -             | - |                            |                     |            |            |            |            |  |  |              |              |              |              |              |
|  | 2             | Chicago Fire           | 2                          | 1             | 6             |   |                            |                     |            |            |            |            |  |  |              |              |              |              |              |
|  | 7             | New England Revolution | 1                          | 2             | 0             |   |                            |                     |            |            |            |            |  |  |              |              |              |              |              |
|  | 7             | New England Revolution | 1                          | 2             | 0             | 2 | Chicago Fire               | 3                   | 0          | 3          |            |            |  |  |              |              |              |              |              |
|  |               |                        |                            |               |               | 2 | Chicago Fire               | 3                   | 0          | 3          |            |            |  |  |              |              |              |              |              |
|  |               | 3                      | MetroStars                 | 0             | 2             | 2 |                            |                     |            |            |            |            |  |  |              |              |              |              |              |
|  | 3             | 3                      | MetroStars                 | 0             | 2             | 2 | MetroStars (ASDET)         | 2*                  | 2          | -          |            |            |  |  |              |              |              |              |              |
|  | 3             |                        |                            |               |               |   | MetroStars (ASDET)         | 2*                  | 2          | -          |            |            |  |  |              |              |              |              |              |
|  | 6             | Dallas Burn            | 1                          | 1             | -             |   |                            |                     |            |            |            |            |  |  |              |              |              |              |              |

ASDET = Added Sudden Death Extra Time (Game tie breaker)

SDET = Sudden Death Extra Time (Series tie breaker)

## MLS Cup 2000 – Finale
| Kansas City Wizards                                                       | Kansas City Wizards | Chicago Fire | Chicago Fire |
| ------------------------------------------------------------------------- | --- | --- | ------------ |
| Kansas City Wizards                                                       | \| 15. Oktober 2000 in Washington, D.C. (Robert F. Kennedy Memorial Stadium) \| \| Ergebnis: 1:0 \| \| Zuschauer: 39.159 \| | \| 15. Oktober 2000 in Washington, D.C. (Robert F. Kennedy Memorial Stadium) \| \| Ergebnis: 1:0 \| \| Zuschauer: 39.159 \| | Chicago Fire |
| Kansas City Wizards                                                       | 1:0 Miklos Molnar | | Chicago Fire |
| 15. Oktober 2000 in Washington, D.C. (Robert F. Kennedy Memorial Stadium) | | |              |
| Ergebnis: 1:0                                                             | | |              |
| Zuschauer: 39.159                                                         | | |              |

## Titelträger
- MLS Cup – Kansas City Wizards
- U.S. Open Cup – Chicago Fire
- MLS Supporters’ Shield – Kansas City Wizards

## Individuelle Titel
- wertvollster Spieler: Tony Meola, Kansas City Wizards
- bester Scorer: Mamadou Diallo, Tampa Bay Mutiny (56)
- Torschützenkönig: Mamadou Diallo, Tampa Bay Mutiny (26)
- Verteidiger des Jahres: Peter Vermes, Kansas City Wizards
- Torhüter des Jahres: Tony Meola, Kansas City Wizards
- Neuling des Jahres: Carlos Bocanegra, Chicago Fire
- Trainer des Jahres: Bob Gansler, Kansas City Wizards
- Comeback Spieler des Jahres: Tony Meola, Kansas City Wizards
- Tor des Jahres: Marcelo Balboa, Colorado Rapids
- Fair Play Preis: Steve Ralston, Tampa Bay Mutiny
- Humanitarian of the Year: Abdul Thompson Conteh, San José Earthquakes